# Coupe de France 2009/10

CdF-Wettbewerbslogo
seit der Saison 2007/08

Der Wettbewerb um die Coupe de France in der Saison 2009/10 war die 93. Ausspielung des französischen Fußballpokals für Männermannschaften. In dieser Spielzeit nahmen 7.317 Vereine aus Frankreich und seinen Übersee-Départements bzw. -territorien daran teil, womit erneut ein Melderekord aufgestellt wurde.
Der Titelverteidiger, der bretonische Zweitligist En Avant Guingamp, schied diesmal im Achtelfinale aus. Pokalsieger wurde Paris Saint-Germain, der bei seiner elften Finalteilnahme die Trophäe zum achten Mal gewann. Gegner Association Sportive de Monaco bestritt sein neuntes Pokalendspiel und wartet weiterhin darauf, die Coupe nach 1991 wieder einmal ins Fürstentum holen zu können.
Nach Abschluss der von den regionalen Untergliederungen des Landesverbands FFF organisierten Qualifikationsrunden griffen im Zweiunddreißigstelfinale auch die Erstligisten sowie der tieferklassige Titelverteidiger in den Wettbewerb ein. Ab dieser Runde wird der Wettbewerb nach dem klassischen Pokalmodus ausgetragen; das heißt insbesondere, dass die jeweiligen Spielpaarungen ohne Setzlisten oder eine leistungsmäßige bzw. regionale Vorsortierung der Vereine aus sämtlichen noch im Wettbewerb befindlichen Klubs ausgelost werden und lediglich ein Spiel ausgetragen wird, an dessen Ende ein Sieger feststehen muss (und sei es durch Verlängerung und Elfmeterschießen), der sich dann für die nächste Runde qualifiziert, während der Verlierer ausscheidet. Auch das Heimrecht wird für jede Begegnung durch das Los ermittelt, seit 2003/04 jedoch mit der Einschränkung, dass Klubs, die gegen eine mindestens zwei Spielniveaus – nicht zu verwechseln mit Ligastufen – höher spielende Elf anzutreten haben, automatisch Heimrecht bekommen. Gelegentlich erklärten sich Amateurclubs aber gegen Bezahlung dazu bereit, auf ihren Heimvorteil zu verzichten (in dieser Saison der FC Municipal d’Aubervilliers, der sein Zweiunddreißigstelfinalspiel gegen Paris Saint-Germain im Parc des Princes bestritt), oder sie wichen gegen einen attraktiven Gegner in ein größeres Stadion der Region aus (wie der FC Trélissac, der Olympique Marseille in Périgueux empfing). Der Rahmenterminplan wurde so frühzeitig aufgestellt, dass die Wünsche der übertragenden Fernsehsender TF1 und Eurosport berücksichtigt werden konnten.
Für die Zweitligisten nahm der Wettbewerb einen enttäuschenden Verlauf: lediglich zehn der 20 Klubs erreichten überhaupt die erste Hauptrunde. Dafür fanden sich dort drei Vereine aus La Grande-Motte, Seclin und Marquette-lez-Lille, die in der acht- bzw. neunthöchsten Ligenstufe antreten. Ins Achtelfinale brachten es nur noch drei Zweitligavereine, für die der Pokal dort allerdings ebenso endete wie für die letzten beiden Dritt- und einen der beiden Viertligisten. Der letzte verbliebene Teilnehmer aus Übersee, AS Excelsior Saint-Joseph aus Réunion, war sogar bereits in der 8. Runde ausgeschieden. Die Rolle der erfolgreichsten „Kleinen“ fiel zwei Viertklassigen zu: Vesoul Haute-Saône Football kam bis ins Achtelfinale und die US Quevilly vermochte sich auf ihrem Parcours bis in die Vorschlussrunde sogar gegen zwei Erstdivisionäre durchzusetzen, ehe sie dem späteren Wettbewerbsgewinner unterlag und sich mit dem Sieg in der „Däumlingswertung“ trösten musste.
Dieser Wettbewerb litt stark unter dem heftigen Wintereinbruch im Dezember, der in Verbindung mit einem aufgrund der WM in Südafrika besonders engen Terminkalender dazu führte, dass bis einschließlich des Achtelfinals zahlreiche Nachholspiele erforderlich wurden; teilweise konnten Partien erst ausgetragen werden, als bereits die nächstfolgende Pokalrunde lief. Außerdem wurde der Wettbewerb von Maßnahmen gegen gewalttätige Fangruppen von Paris Saint-Germain beeinträchtigt, unter denen allerdings eher PSGs jeweilige Gegner bei ihren „Heim“spielen litten: die AJ Auxerre musste ihr Viertelfinale vor komplett leeren Zuschauerrängen austragen, die US Quevilly im Halbfinale in Caen und somit auf neutralem Platz antreten.

## Zweiunddreißigstelfinale
Spiele am 8. bis 10., aufgrund der winterlichen Verhältnisse auch am 11., 16., 17., 23. und 24. Januar 2010; L1, L2 bzw. D3 stehen für die Zugehörigkeit zur ersten bis dritten Liga, CFA bzw. CFA2 für die beiden landesweiten Amateurligen, DH bzw. DSR für die nächsttieferen regionalen („Division d’Honneur“ und „Division Supérieure Régionale“, also sechste bzw. siebte Ligenstufe), ohne Angabe für noch niedrigere Spielklassen auf Départementebene.
| - Grenoble Foot L1 – HSC Montpellier L1 3:2 n. V. (c) - UC Le Mans L1 – FC Valenciennes L1 1:0 - RC Strasbourg L2 – Olympique Lyon L1 1:3 - Stade Plabennec D3 – OGC Nizza L1 2:1 - Girondins Bordeaux L1 – AF Rodez D3 1:0 - VF Les Herbiers CFA – FC Toulouse L1 0:1 (d) - FC Saint-Louis Neuweg CFA2 – FC Sochaux L1 0:1 (c) - Paris Saint-Germain L1 – FCM Aubervilliers CFA2 5:0 (a) - Garde Saint-Ivy Pontivy CFA – Stade Brest L2 0:1 n. V. (c) - AS Saint-Ouen-l’Aumône DH – CS Sedan L2 0:3 (c) - ES Bonchamp-lès-Laval DH – EA Guingamp L2 0:2 (f) - FC Pau CFA – FC Évian Thonon Gaillard D3 0:2 - FC Versailles 78 DSR – AS Beauvais D3 0:3 - US Avranches CFA – Olympique Saumur CFA2 0:1 n. V. (b) - US Quevilly CFA – Olympique Saint-Quentin DH 6:0 (b) - FC Pyramid Grande-Motte – FC Villefranche CFA 0:2 (b) | - AS Saint-Étienne L1 – FC Lorient L1 4:1 (c) - AS Monaco L1 – FC Tours L2 0:0 n. V. (4:3 i. E.) - Stade Rennes L1 – SM Caen L2 2:0 - SC Amiens D3 – AJ Auxerre L1 0:1 - SR Colmar CFA – OSC Lille L1 0:0 n. V. (10:9 i. E.) (c) - RC Lens L1 – AFC Compiègne CFA 1:0 (a) (c) - FC Trélissac CFA2 – Olympique Marseille L1 0:2 (e) - SA Thiers CFA2 – AS Nancy L1 1:1 n. V. (2:3 i. E.) (c) - FC Seclin – US Boulogne L1 1:4 (g) - AC Ajaccio L2 – AS Cannes D3 3:0 - OC Vannes L2 – ES Troyes AC D3 1:1 n. V. (8:7 i. E.) - Stade Laval L2 – HSF Vesoul CFA 1:2 n. V. - AS Lattes DH – SCO Angers L2 0:1 (h) - CO Saint-Dizier CFA2 – US Raon CFA 0:4 - US Marquette – FC Mulhouse CFA 1:2 (b) - FC Chauray DH – SU Agen CFA2 0:1 |

## Sechzehntelfinale
Spiele am 22. bis 24. Januar 2010, Nachholspiele aufgrund der Verschiebungen im Zweiunddreißigstelfinale am 26./27. Januar, 3. und 10. Februar – mithin im letztgenannten Fall, während gleichzeitig bereits Partien des Achtelfinals ausgetragen wurden.
| - FC Sochaux L1 – UC Le Mans L1 3:0 (k) - AJ Auxerre L1 – CS Sedan L2 1:1 n. V. (3:0 i. E.) (j) - OC Vannes L2 – Grenoble Foot L1 4:3 n. V. (j) - Girondins Bordeaux L1 – AC Ajaccio L2 5:1 - Paris Saint-Germain L1 – FC Évian Thonon Gaillard D3 3:1 - AS Nancy L1 – Stade Plabennec D3 0:2 (j) - FC Villefranche CFA – AS Saint-Étienne L1 2:2 n. V. (1:3 i. E.) (k) - Olympique Saumur CFA2 – Stade Rennes L1 0:4 (i) | - AS Monaco L1 – Olympique Lyon L1 2:1 - SR Colmar CFA – US Boulogne L1 1:2 (j) - FC Mulhouse CFA – EA Guingamp L2 0:1 - US Quevilly CFA – SCO Angers L2 1:0 - AS Beauvais D3 – SU Agen CFA2 3:0 - US Raon CFA – HSF Vesoul CFA 0:1 - RC Lens L1 – Olympique Marseille L1 3:1 (l) - FC Toulouse L1 – Stade Brest L2 0:2 (l) |

## Achtelfinale
Spiele am 9. und 10., Nachholspiel am 17. Februar 2010
| - Girondins Bordeaux L1 – AS Monaco L1 0:2 - AS Saint-Étienne L1 – OC Vannes L2 2:0 - AJ Auxerre L1 – Stade Plabennec D3 4:0 - HSF Vesoul CFA – Paris Saint-Germain L1 0:1 | - US Boulogne L1 – EA Guingamp L2 1:0 - RC Lens L1 – Stade Brest L2 2:1 n. V. (m) - AS Beauvais D3 – FC Sochaux L1 1:4 - US Quevilly CFA – Stade Rennes L1 1:0 (n) |

## Viertelfinale
Spiele am 23. bzw. 24. März 2010
| - AJ Auxerre L1 – Paris Saint-Germain L1 0:0 n. V. (5:6 i. E.) (o) - US Quevilly CFA – US Boulogne L1 3:1 (p) | - RC Lens L1 – AS Saint-Étienne L1 3:1 - AS Monaco L1 – FC Sochaux L1 4:3 n. V. |

## Halbfinale
Spiele am 13. bzw. 14. April 2010
| - AS Monaco L1 – RC Lens L1 1:0 n. V. | - US Quevilly CFA – Paris Saint-Germain L1 0:1 (q) |

## Finale
Spiel am 1. Mai 2010 im Stade de France von Saint-Denis vor 75.000 Zuschauern
- Paris Saint-Germain – AS Monaco 1:0 n. V. (0:0)

### Mannschaftsaufstellungen
Paris: Apoula Edel – Christophe Jallet (Sammy Traoré, 115.), Zoumana Camara, Mamadou Sakho, Sylvain Armand – Ludovic Giuly (Péguy Luyindula, 77.), Claude Makélélé , Jérémy Clément, Stéphane Sessegnon – Guillaume Hoarau, Mevlüt Erdinç (Ceará, 105.)
Trainer: Antoine Kombouaré
Monaco: Stéphane Ruffier – François Modesto, Cédric Mongongu, Sébastien Puygrenier, Djimi Traoré – Eduardo Costa (Nicolas N’Koulou, 111.), Thomas Mangani (Lukman Haruna, 55.) – Juan Pablo Pino (Moussa Maâzou, 86.), Alejandro Alonso , Nenê – Park Chu-young
Trainer: Guy Lacombe
Schiedsrichter: Lionel Jaffredo (Saint-Avé, Morbihan)

### Tore
1:0 Hoarau (105.+2)

### Besondere Vorkommnisse
Die Endspielpaarung Monaco gegen PSG, in der Ligatabelle dieser Saison beide nur im Mittelfeld angesiedelt, hatte es 25 Jahre zuvor schon einmal gegeben. Für Monacos Trainer Lacombe war dies nach 2006 (Sieg mit Paris Saint-Germain) und 2009 (Niederlage mit Stade Rennes) bereits die dritte Endspielteilnahme im Landespokal binnen fünf Jahren. Sein Gegenüber gewann seine dritte Coupe – allerdings die erste auf der Trainerbank, nachdem Kombouaré als Spieler auch schon zwei (1993 und 1995) Pokalgewinne feiern konnte, und das im Dress von Paris Saint-Germain.
Beim Hauptstadtclub waren aus dessen letztem Finale (2008) noch fünf Spieler dabei, nämlich Armand (dies der einzige, der auch schon 2006 in der siegreichen Endspielelf gestanden hatte), Camara, Ceará, Clément und Luyindula (er war 2001 mit Racing Strasbourg schon erfolgreich).
Der Zuschauerrekord für ein Pokalendspiel aus dem Vorjahr wurde nicht erreicht. Die Trennung der verfeindeten PSG-Fangruppen war offensichtlich erfolgreich: es kam im Umfeld der Partie zu keinerlei nennenswerten Auseinandersetzungen.